# Víťaz (okres Prešov)
Víťaz je obec na Slovensku, v okrese Prešov v Prešovském kraji. Žije zde přibližně 2 000 obyvatel. Obec leží v jihozápadním okraji Šarišské vrchoviny, v horní části údolí přítoku Hornádu, v nadmořské výšce 470 m n. m.

## Geografie
Obec leží v údolí Dolinského potoka na styku jihozápadního okraje Šarišské vrchoviny a Braniska. Nadmořská výška území se pohybuje v rozmezí 440–1041 m, střed once je ve výšce 470 m n. m. Mírně členěný vrchovinný povrch je tvořen flyšem, povrch Braniska je tvořen krystalicko–druhohorními horninami. Území je z větší části odlesněné. Nejvyššími vrcholy jsou Sľubica (1129,4 m n. m.), Brezová (1041,8 m n. m.), Zadný Moravec (958,9 m n. m.), Kamenčie (884,9 m n. m.), Bradlo (715,5 m n. m.) a Dubie (650,4 m n. m.). Úbočí těchto pohoří je pokryto smíšenými lesy s převahou porostu jedle, v menší míře smrkem. Z listnatých stromů jsou nejvíce zastoupené porosty dubu, javoru, osiky a habrů. Mezi chráněné přírodní útvary patří Podmorský zosuv.

## Památky

### Kostel svatého Ondřeje apoštola
V obci se nachází kostel svatého Ondřeje považovaný za barokně-klasicistní z konce 18. století. Nejstarší zmínka o chrámu pochází z registru papežského desátku z třicátých let 14. století. Jelikož obec byla založena v období před rokem 1245, kostel mohl vzniknout pouze v rozmezí daných let. Podle typu architektury to bylo nejdříve začátkem 14. století. Vybudován byl jako poměrně velký kostel v raně gotickém slohu. Sestával z podélné lodě (pokryté freskami) a polygonálního kněžiště, což se nepodobalo jednoduchým kostelům okolních obcí z tohoto období a svědčí to o bohatství a významu Víťaze. Chrám je písemně doložen ještě v 16. století a opět je zmiňován v letech 1776–1778. Koncem 18. století byl kostel barokně upravený a přestavěn. Ze středověku se zachovala téměř celá stavba kromě věže a jižní předsíně, které byly přistavěny ve 18. století. Existovala i sakristie a zůstal po ní zazděný vstup ze svatyně, který mohl být tvořen gotickým portálem. Zachovala se také renesanční památka, kamenný epitaf místního šlechtice Jana Berthóthyho z roku 1643.
V roce 1922 byl kostel přestavěn. Byla přistavěna sakristie a kruchta. Ve věži kostela byly zavěšeny zvony svatý Urban a svatá Anna, které byly v období druhé světové války rekvírovány.

## Symboly obce
Zástava obce Víťaz vychází z barev obecního znaku a tvoří ji čtyři svislé pruhy – modrý, bílý, červený a modrý. Ve spodní části jsou dva výstřihy v podobě rovnostranných trojúhelníků.
Pečeť obce tvoří otisk sochy svatého Josefa – dělníka, která je umístěna v místním římskokatolickém kostele s kruhopisem „OBEC Víťaz“. Pečeť schválilo obecní zastupitelstvo dne 25. června 1993.
Blason: v modrém poli na červené půdě kráčející zpět hledící stříbrný lev, opírající se předními tlapami o zlatý lemeš pluhu.
V návrhu je použit španělský štít, v obecní a městské heraldice nejběžnější.

## Osobnosti
- Peter Ondria – imitátor jazzového zpěváka a trumpetisty Louise Armstronga
- Miroslav Balog – houslový virtuos
- Stanislav Salanci – houslový virtuos

## Galerie

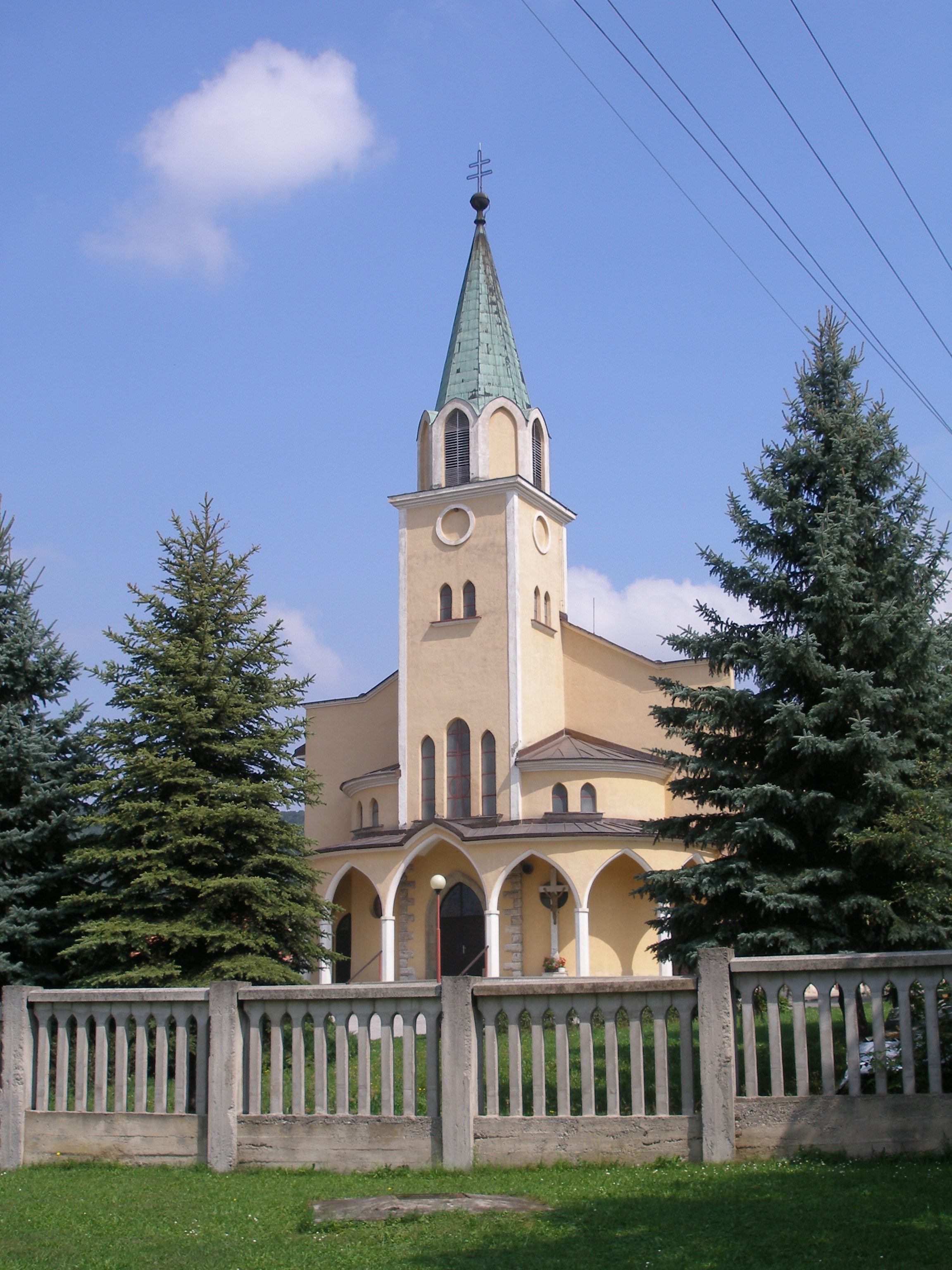
Víťaz
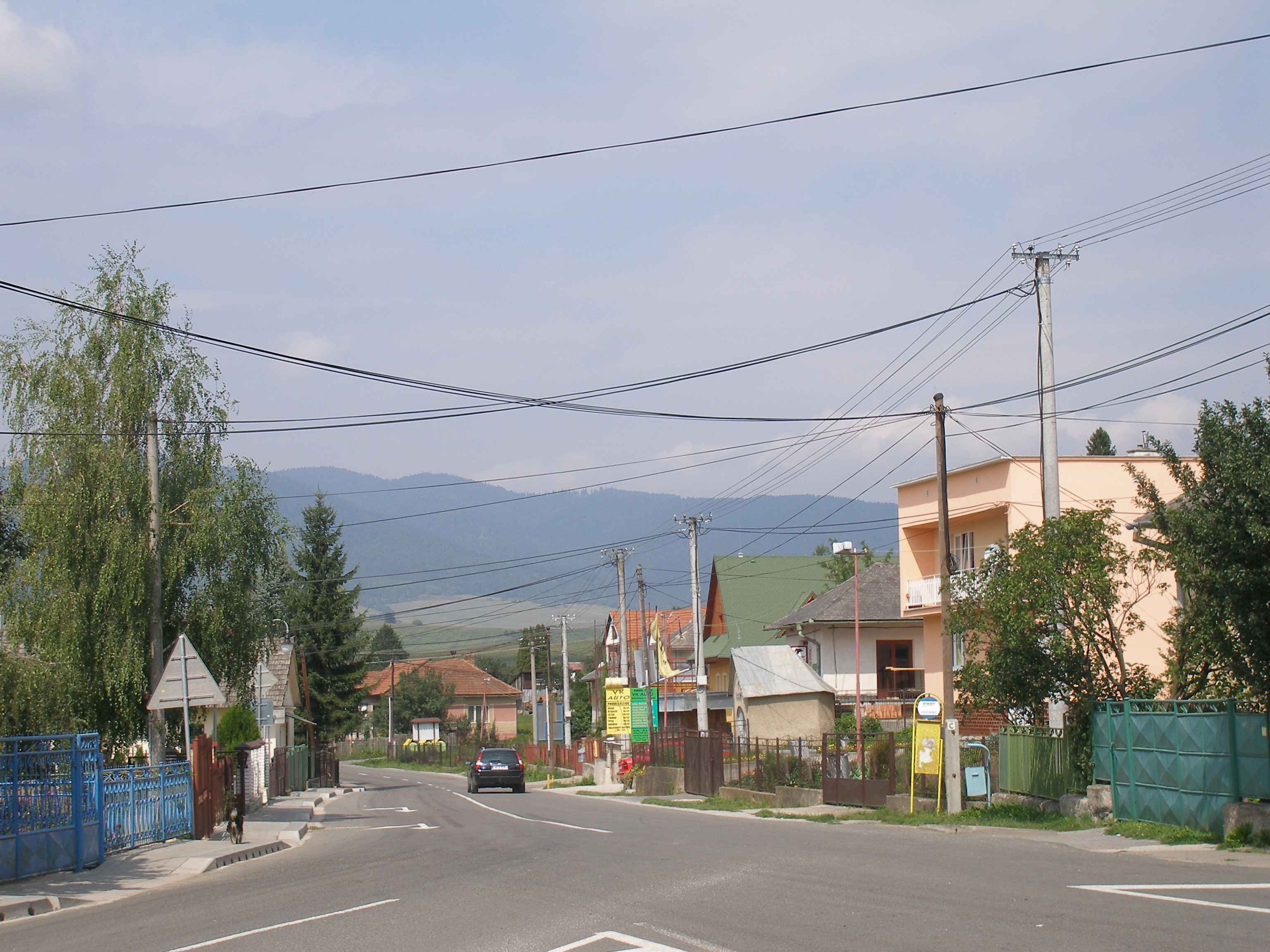
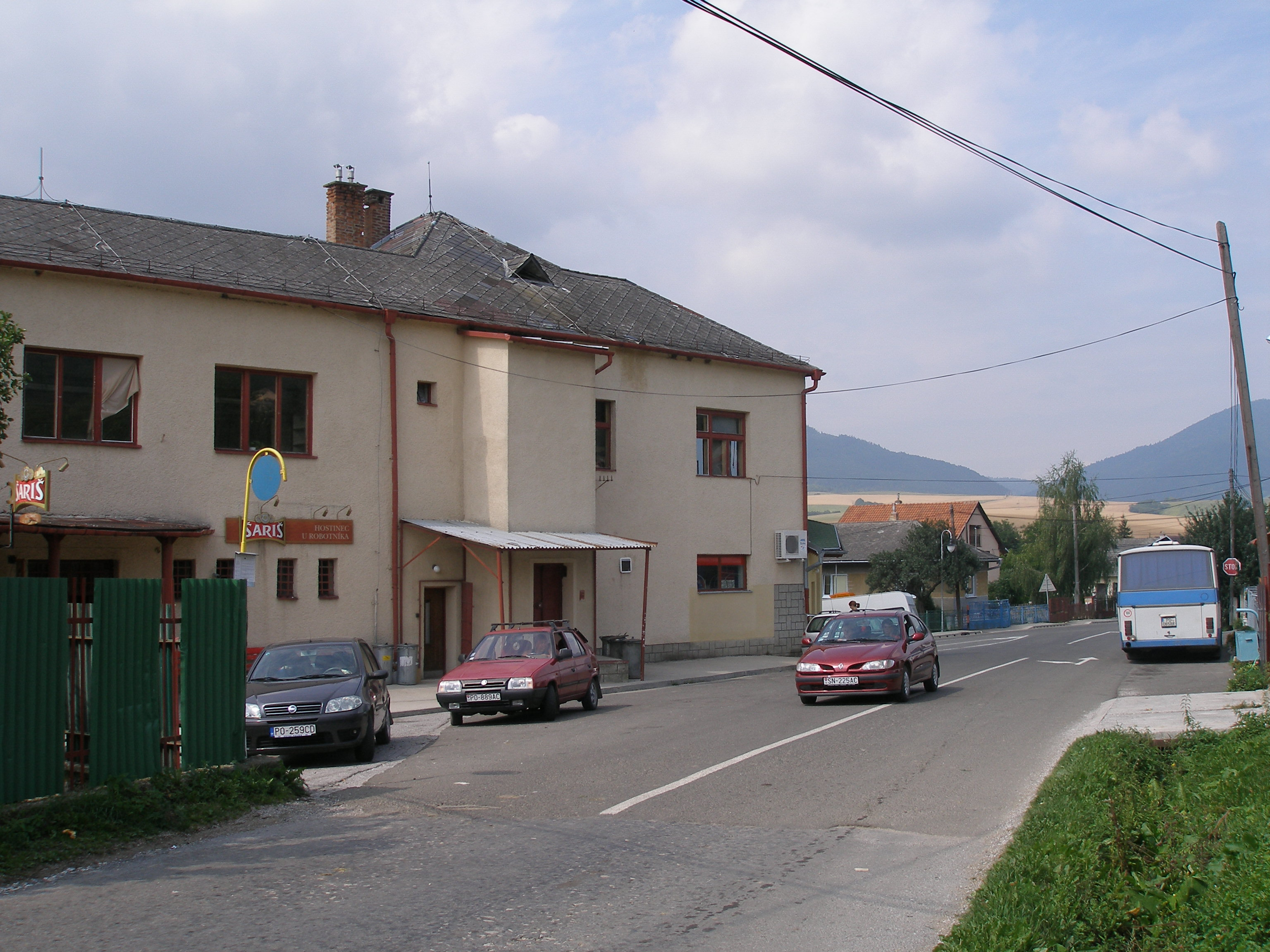
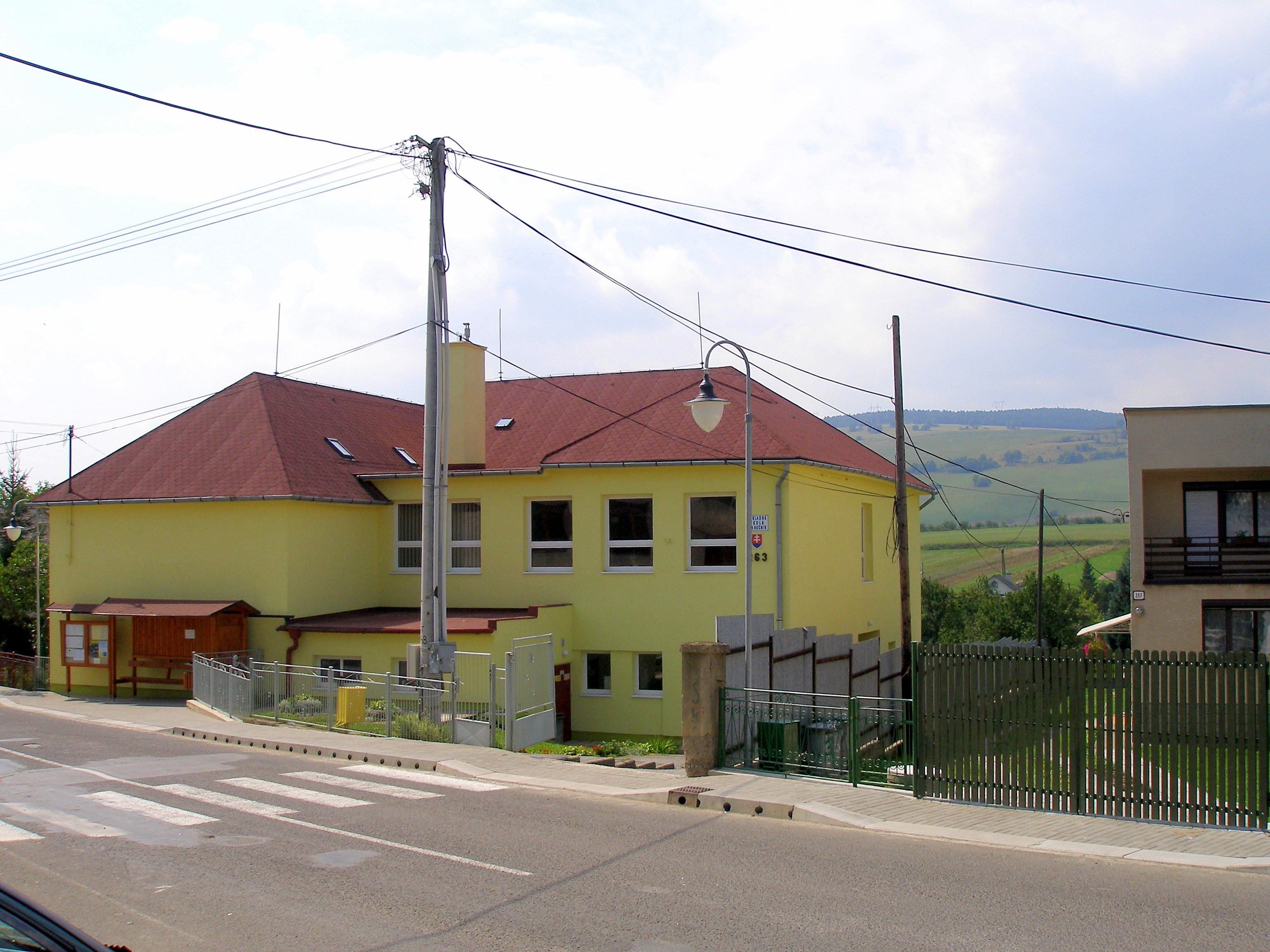